# جو ويليس (لاعب كرة قدم)
جو ويليس (بالإنجليزية: Joe Willis) هو لاعب كرة قدم بريطاني في مركز الوسط، ولد في 3 أكتوبر 2001 في والسول في المملكة المتحدة. لعب مع نادي والسول.

## وصلات خارجية
- جو ويليس (لاعب كرة قدم) على موقع قاعدة بيانات كرة القدم.إي يو (الإنجليزية)
- جو ويليس (لاعب كرة قدم) على موقع Soccerbase.com (لاعب) (الإنجليزية)
- جو ويليس (لاعب كرة قدم) على موقع Soccerway.com (الإنجليزية)
- جو ويليس (لاعب كرة قدم) على موقع عالم كرة القدم.نت (الإنجليزية)